# Glycerin-3-phosphat-Dehydrogenase
Glycerin-3-phosphat-Dehydrogenasen (GPD) sind Enzyme, die die Hydrierung von Dihydroxyacetonphosphat (DHAP) zu Glycerin-3-phosphat und die umgekehrte Umsetzung katalysieren. Sie kommen in allen Lebewesen vor.
Die genannte Reaktion ist in Eukaryoten notwendig für den Wasserstoff-Transport aus dem Cytosol mittels des Glycerin-3-phosphat-Shuttles in die Mitochondrien: Im Cytosol wird der an NAD gebundene Wasserstoff durch die hydrierende NAD+-abhängige GPD (EC 1.1.1.8) auf Dihydroxyacetonphosphat übertragen und das durch diese Reduktion entstehende Glycerin-3-phosphat diffundiert durch die Mitochondrienmembran in das Mitochondrium. Dort ist die dehydrierende FAD-abhängige GPD in der inneren Mitochondrienmembran lokalisiert (GPD2; EC 1.1.5.3) und überträgt den Wasserstoff vom G3P auf FAD. Das durch diese Oxidation des G3P wieder gebildete Dihydroxyacetonphosphat diffundiert zurück in das Cytosol. In der Mitochondrienmembran wird durch Coenzym Q der Wasserstoff vom FADH2 wieder auf NAD+ übertragen, wobei als Nebenprodukte reaktive Sauerstoffspezies (ROS) entstehen.
Zusätzlich zur Funktion in der Atmungskette scheint GPD2 eine Rolle im Spermienstoffwechsel zu spielen, wo sie nicht in Mitochondrien lokalisiert ist. Die Expression von GPD2 wird unter anderem durch T3 über den Thyroidhormonrezeptor stimuliert und ist gewebeabhängig.